# Playoffs NBA 1965
Navigation
1964 1966
Les playoffs NBA 1965 sont les playoffs de la saison 1964-1965. Ils se terminent sur la victoire des Celtics de Boston face aux Lakers de Los Angeles 4 matches à 1 lors des Finales NBA.

## Qualification pour les playoffs
| Champion de division | Qualifié pour les playoffs | Éliminé des playoffs |

| Franchise             | V  | D  | PCT    | R  | Dom   | Ext   | N    | Div   |
| --------------------- | -- | -- | ------ | -- | ----- | ----- | ---- | ----- |
| Celtics de Boston     | 62 | 18 | 77,5 % | –  | 27–3  | 27–11 | 8–4  | 20–10 |
| Royals de Cincinnati  | 48 | 32 | 60,0 % | 14 | 25–7  | 17–21 | 6–4  | 16–14 |
| 76ers de Philadelphie | 40 | 40 | 50,0 % | 22 | 13–12 | 9–21  | 18–7 | 14–16 |
| Knicks de New York    | 31 | 49 | 38,8 % | 31 | 15–20 | 9–21  | 7–8  | 10–20 |

| Franchise                 | V  | D  | PCT  | R  | Dom   | Ext   | N    | Div   |
| ------------------------- | -- | -- | ---- | -- | ----- | ----- | ---- | ----- |
| Lakers de Los Angeles     | 49 | 31 | .613 | –  | 25–13 | 21–16 | 3–2  | 25–15 |
| Hawks de Saint-Louis      | 45 | 35 | .563 | 4  | 26–4  | 15–17 | 4–4  | 28–12 |
| Bullets de Baltimore      | 37 | 43 | .463 | 12 | 23–14 | 12–19 | 2–10 | 22–18 |
| Pistons de Détroit        | 31 | 49 | .388 | 18 | 13–17 | 11–20 | 7–12 | 18–22 |
| Warriors de San Francisco | 17 | 63 | .213 | 32 | 10–26 | 5–31  | 2–6  | 7–33  |

## Fonctionnement
Dans chaque Division, les trois meilleures équipes sont qualifiées pour les playoffs au terme de la saison régulière.
Lors des Demi-finales de Division, le deuxième affronte le troisième dans une série au meilleur des cinq matches. Le gagnant rencontre alors, en Finales de Division, le premier de la Division au meilleur des sept matches. Les deux gagnants se rencontrent lors des finales NBA, qui se jouent au meilleur des sept matches.
Les séries se déroulent de la manière suivante :
| Match | Est             | Est             | Ouest           | Ouest           | Finales NBA     |                |                |                |                |
| Match | Demi-finales    | Finales         | Demi-finales    | Finales         | Finales NBA     |                |                |                |                |
| ----- | --------------- | --------------- | --------------- | --------------- | --------------- | -------------- | -------------- | -------------- | -------------- |
| 1     | Demi-finales    | Finales         | Demi-finales    | Finales         | Meilleur bilan  | Meilleur bilan | Meilleur bilan | Meilleur bilan | Meilleur bilan |
| 2     | Moins bon bilan | Moins bon bilan | Meilleur bilan  | Meilleur bilan  | Meilleur bilan  |                |                |                |                |
| 3     | Meilleur bilan  | Meilleur bilan  | Moins bon bilan | Moins bon bilan | Moins bon bilan |                |                |                |                |
| 4     | Moins bon bilan | Moins bon bilan | Moins bon bilan | Moins bon bilan | Moins bon bilan |                |                |                |                |
| 5     | Meilleur bilan  | Meilleur bilan  | Meilleur bilan  | Meilleur bilan  | Meilleur bilan  |                |                |                |                |
| 6     | série terminée  | Moins bon bilan | série terminée  | Moins bon bilan | Moins bon bilan |                |                |                |                |
| 7     | série terminée  | Meilleur bilan  | série terminée  | Meilleur bilan  | Meilleur bilan  |                |                |                |                |

## Tableau
|  | Demi-finales de Division | Demi-finales de Division | Demi-finales de Division |                       |   | Finales de Division | Finales de Division | Finales de Division |  |  | Finales NBA | Finales NBA       | Finales NBA |
|  |                          |                          |                          |                       |   |                     |                     |                     |  |  |             |                   |             |
|  |                          |                          |                          |                       |   |                     |                     |                     |  |  |             |                   |             |
|  |                          | 1                        | Celtics de Boston        | 4                     |   |                     |                     |                     |  |  |             |                   |             |
|  | Division Est             | 1                        | Celtics de Boston        | 4                     |   |                     |                     |                     |  |  |             |                   |             |
|  |                          |                          | 3                        | 76ers de Philadelphie | 3 |                     |                     |                     |  |  |             |                   |             |
|  | 3                        | 76ers de Philadelphie    | 3                        | 76ers de Philadelphie | 3 | 3                   |                     |                     |  |  |             |                   |             |
|  | 3                        | 76ers de Philadelphie    |                          |                       |   | 3                   |                     |                     |  |  |             |                   |             |
|  | 2                        | Royals de Cincinnati     | 1                        |                       |   |                     |                     |                     |  |  |             |                   |             |
|  |                          |                          |                          |                       |   |                     |                     |                     |  |  | E1          | Celtics de Boston | 4           |
|  |                          |                          | O1                       | Lakers de Los Angeles | 1 |                     |                     |                     |  |  |             |                   |             |
|  |                          |                          |                          |                       |   |                     |                     |                     |  |  |             |                   |             |
|  |                          |                          |                          |                       |   |                     |                     |                     |  |  |             |                   |             |
|  |                          | 1                        | Lakers de Los Angeles    | 4                     |   |                     |                     |                     |  |  |             |                   |             |
|  | Division Ouest           | 1                        | Lakers de Los Angeles    | 4                     |   |                     |                     |                     |  |  |             |                   |             |
|  |                          |                          | 3                        | Bullets de Baltimore  | 2 |                     |                     |                     |  |  |             |                   |             |
|  | 3                        | Bullets de Baltimore     | 3                        | Bullets de Baltimore  | 2 | 3                   |                     |                     |  |  |             |                   |             |
|  | 3                        | Bullets de Baltimore     |                          |                       |   | 3                   |                     |                     |  |  |             |                   |             |
|  | 2                        | Hawks de saint-Louis     | 1                        |                       |   |                     |                     |                     |  |  |             |                   |             |

## Scores

### Demi-finales de Division

#### Division Est
(1) Les Celtics de Boston sont exemptés de demi-finales de division.
(2) Royals de Cincinnati vs. (3) 76ers de Philadelphie: les 76ers gagnent la série 3-1
- Match 1 le 24 mars 1965 à Cincinnati: Philadelphie 119, Cincinnati 117 (OT)[2]
- Match 2 le 26 mars 1965 à Philadelphie: Cincinnati 121, Philadelphie 120[3]
- Match 3 le 26 mars 1965 à Cincinnati: Philadelphie 109, Cincinnati 94[4]
- Match 4 le 31 mars 1965 à Philadelphie: Philadelphie 119, Cincinnati 112[5]

#### Division Ouest
(1) Les Lakers de Los Angeles sont exemptés de demi-finales de division.
(2) Hawks de Saint-Louis vs. (3) Bullets de Baltimore: les Bullets gagnent la série 3-1
- Match 1 le 24 mars 1965 à St. Louis: Baltimore 108, St. Louis 105[6]
- Match 2 le 26 mars 1965 à St. Louis: St. Louis 129, Baltimore 105[7]
- Match 3 le 27 mars 1965 à Baltimore: Baltimore 131, St. Louis 99[8]
- Match 4 le 30 mars 1965 à Baltimore: Baltimore 109, St. Louis 103[9]

### Finales de Division

#### Division Est
(1) Celtics de Boston vs. (3) 76ers de Philadelphie: les Celtics gagnent la série 4-3
- Match 1 le 4 avril 1965 à Boston: Boston 108, Philadelphie 98[10]
- Match 2 le 6 avril 1965 à Philadelphie: Philadelphie 109, Boston 103[11]
- Match 3 le 8 avril 1965 à Boston: Boston 112, Philadelphie 94[12]
- Match 4 le 9 avril 1965 à Philadelphie: Philadelphie 134, Boston 131 (OT)[13]
- Match 5 le 11 avril 1965 à Boston: Boston 114, Philadelphie 108[14]
- Match 6 le 13 avril 1965 à Philadelphie: Philadelphie 112, Boston 106[15]
- Match 7 le 15 avril 1965 à Boston: Boston 110, Philadelphie 109 (John Havlicek intercepte la dernière balle d'Hal Greer)[16]

#### Division Ouest
(1) Lakers de Los Angeles vs. (3) Bullets de Baltimore: les Lakers gagnent la série 4-2
- Match 1 le 3 avril 1965 à Los Angeles: Los Angeles 121, Baltimore 115[17]
- Match 2 le 5 avril 1965 à Los Angeles: Los Angeles 118, Baltimore 115[18]
- Match 3 le 7 avril 1965 à Baltimore: Baltimore 122, Los Angeles 115[19]
- Match 4 le 9 avril 1965 à Baltimore: Baltimore 114, Los Angeles 112[20]
- Match 5 le 11 avril 1965 à Los Angeles: Los Angeles 120, Baltimore 112[21]
- Match 6 le 13 avril 1965 à Baltimore: Los Angeles 117, Baltimore 115[22]

### Finales NBA

#### Match 1
| 18 avril 1965 | Rapport | Lakers de Los Angeles 110, Celtics de Boston 142   | Lakers de Los Angeles 110, Celtics de Boston 142 | Lakers de Los Angeles 110, Celtics de Boston 142 |  | Boston Garden, Boston Affluence : 10 180 |
| 18 avril 1965 | Rapport | Score par quart-temps : 23-32, 26-32, 34-39, 27-39 |                                                  |                                                  |  | Boston Garden, Boston Affluence : 10 180 |
| 18 avril 1965 | Rapport | Jerry West 26                                      | Points                                           | Sam Jones 25                                     |  | Boston Garden, Boston Affluence : 10 180 |
| 18 avril 1965 | Rapport | Boston mène la série 1 à 0                         |                                                  |                                                  |  | Boston Garden, Boston Affluence : 10 180 |

#### Match 2
| 19 avril 1965 | Rapport | Lakers de Los Angeles 123, Celtics de Boston 129   | Lakers de Los Angeles 123, Celtics de Boston 129 | Lakers de Los Angeles 123, Celtics de Boston 129 |  | Boston Garden, Boston Affluence : 13 909 |
| 19 avril 1965 | Rapport | Score par quart-temps : 29-35, 31-27, 29-39, 34-28 |                                                  |                                                  |  | Boston Garden, Boston Affluence : 13 909 |
| 19 avril 1965 | Rapport | Jerry West 45                                      | Points                                           | Bill Russell 26                                  |  | Boston Garden, Boston Affluence : 13 909 |
| 19 avril 1965 | Rapport | Boston mène la série 2 à 0                         |                                                  |                                                  |  | Boston Garden, Boston Affluence : 13 909 |

#### Match 3
| 21 avril 1965 | Rapport | Celtics de Boston 105, Lakers de Los Angeles 126   | Celtics de Boston 105, Lakers de Los Angeles 126 | Celtics de Boston 105, Lakers de Los Angeles 126 |  | Los Angeles Memorial Sports Arena, Los Angeles Affluence : 14 243 |
| 21 avril 1965 | Rapport | Score par quart-temps : 17-35, 31-33, 26-24, 31-34 |                                                  |                                                  |  | Los Angeles Memorial Sports Arena, Los Angeles Affluence : 14 243 |
| 21 avril 1965 | Rapport | Sam Jones 35                                       | Points                                           | Jerry West 43                                    |  | Los Angeles Memorial Sports Arena, Los Angeles Affluence : 14 243 |
| 21 avril 1965 | Rapport | Boston mène la série 2 à 1                         |                                                  |                                                  |  | Los Angeles Memorial Sports Arena, Los Angeles Affluence : 14 243 |

#### Match 4
| 23 avril 1965 | Rapport | Celtics de Boston 112, Lakers de Los Angeles 99    | Celtics de Boston 112, Lakers de Los Angeles 99 | Celtics de Boston 112, Lakers de Los Angeles 99 |  | Los Angeles Memorial Sports Arena, Los Angeles Affluence : 15 217 |
| 23 avril 1965 | Rapport | Score par quart-temps : 32-24, 23-37, 33-21, 24-17 |                                                 |                                                 |  | Los Angeles Memorial Sports Arena, Los Angeles Affluence : 15 217 |
| 23 avril 1965 | Rapport | Sam Jones 37                                       | Points                                          | LeRoy Ellis 24                                  |  | Los Angeles Memorial Sports Arena, Los Angeles Affluence : 15 217 |
| 23 avril 1965 | Rapport | Boston mène la série 3 à 1                         |                                                 |                                                 |  | Los Angeles Memorial Sports Arena, Los Angeles Affluence : 15 217 |

#### Match 5
| 25 avril 1964 | Rapport | Lakers de Los Angeles 96, Celtics de Boston 129          | Lakers de Los Angeles 96, Celtics de Boston 129 | Lakers de Los Angeles 96, Celtics de Boston 129 |  | Boston Garden, Boston Affluence : 13 909 |
| 25 avril 1964 | Rapport | Score par quart-temps : 26-33, 22-24, 23-30, 25-42       |                                                 |                                                 |  | Boston Garden, Boston Affluence : 13 909 |
| 25 avril 1964 | Rapport | Jerry West 33                                            | Points                                          | Sam Jones, Bill Russell 22                      |  | Boston Garden, Boston Affluence : 13 909 |
| 25 avril 1964 | Rapport | Boston gagne la série 4 à 1 et devient champion NBA 1965 |                                                 |                                                 |  | Boston Garden, Boston Affluence : 13 909 |